# 크리스천 캠벨
크리스천 캠벨(Christian Campbell, 1972년 5월 12일 ~ )은 캐나다의 배우, 각본가, 감독이다.
토론토에서 태어났다.

## 출연 작품
- Drawing Home (2017)
- 헤어스타일 최악의 날 (2015)
- 아몽 레이븐스 (2014년)
- 숨바꼭질: 겟 아웃 (2014년) - 래리 역
- 피해자 (2013년)
- 스쿠비-두! 뮤직 오브 더 뱀파이어 (2011년)
- 트러블 위드 블리스 (2011년) - 월터 노츠 역
- 카지노 잭 (2010년)
- 이웃 (2009년) - 돈 카펜터 역
- 클레어 블루 튜즈데이 (2009년)
- 배신 (2008년)
- 원 나잇 (2007년)
- 리퍼 매드니스 - 영화 뮤지컬 (2005년)
- 어여쁜 죽은 소녀 (2004년)
- 콜드 하트 (1999년) - 존 루크 역
- 트릭 (1999년) - 게이브리얼 역
- 헤어셔츠 (1998년)
- 가족 만들기 소동 (1995년)
- F학점의 챔피언 (1993년)
- 시티 보이 (1992년)
- 3×3 EYES (1991) - 영어 더빙

### 텔레비전
- 올 마이 칠드런 (2004-05)
- 빅 러브 (2011)
- NCIS (2008)
- 트루 디텍티브 (2015)